# Сойкино
Со́йкино (рос. Сойкино) — колишнє село в Кіровському районі Ленінградської області, Росія.